# Gates to Purgatory
Gates to Purgatory е първият студиен албум на германската хевиметъл банда Running wild, с над 230 000 продадени копия в целия свят.

## Списък на песните
1. Victim Of States Power – 3:36
2. Black Demon – 4:25
3. Preacher – 4:22
4. Soldiers Of Hell – 3:23
5. Diabolic Force – 4:58
6. Adrian S.O.S. – 2:49
7. Genghis Khan – 4:11
8. Prisoner Of Our Time – 5:22

Бонус парчета добавени в CD изданието:
1. Walpurgis Night – 4:09
2. Satan – 5:00

## Членове
- Rolf Kasparek, вокал, китари
- Gerald Preacher Warnecke, китари
- Stephan Boriss, бас
- Wolfgang Hasche Hagemann, барабани